# Iso-Hujanen
Iso-Hujanen är en ö i Finland. Den ligger i sjön Kotkatselkä och i kommunerna Hirvensalmi och Joutsa och landskapen  Södra Savolax och Mellersta Finland, i den södra delen av landet, 190 km norr om huvudstaden Helsingfors. Öns area är 2,9 hektar och dess största längd är 310 meter i sydväst-nordöstlig riktning.